# Agder och Telemarks stift
Agder och Telemarks stift (norska: Agder og Telemark bispedømme), är ett stift inom den lutherska Norska kyrkan med biskopssäte i Kristiansand. Stiftet omfattar Agder fylke och Telemark fylke i södra Norge. Det leds av biskop Stein Reinertsen och domkyrka är Kristiansands domkyrka.

## Historia
Agder och Telemarks stift bildades 1682 genom att Christian V av Danmark och Norge beslutade att biskopssätet skulle flyttas från Stavanger till den nya staden Christianssand. Stiftet kom därmed att bli känt som Christianssands stift i ungefär 250 år, till 1925 då Stavanger och Rogaland fylke åter bröts ut som ett eget stift under biskopen av Stavanger. Stiftet fick då namnet Agder bispedømme tills det 1 januari 2005 ändrade namn till Agder og Telemark bispedømme. 

## Biskopslängd

### Christianssands stift
1. Jacob Jensen Jersin 1681–1694
2. Hans Munch 1694–1699
3. Ludvig Stoud 1699–1705
4. Jens Bircherod 1705–1720
5. Christopher Nyrop 1720–1733
6. Jacob Kærup 1733–1751
7. Rasmus Paludan 1751–1759
8. Jens Christian Spidberg 1759–1762
9. Ole Tidemand 1762–1778
10. Eiler Hagerup den yngre 1778–1789
11. Hans Heinrich Tübring 1789–1798
12. Peder Hansen 1798–1804
13. Jens Bloch 1804–1805
14. Johan Michael Keyser 1805–1810
15. Christian Sørenssen 1811–1823
16. Johan Storm Munch 1823–1832
17. Mathias Sigwardt 1832–1840
18. Jacob von der Lippe 1841–1874
19. Jørgen Engebretsen Moe 1874–1881
20. Jørgen Johan Tandberg 1882–1884
21. Jakob Sverdrup Smitt 1885–1889
22. Johan Christian Heuch 1889–1904
23. Gunvald Chr. Bernhard Thorkildsen 1904–1908
24. Kristian Vilhelm Koren Schjelderup 1908–1913
25. Bernt Støylen 1914–1930 (till 1919)

### Agder bispedømme
1. Bernt Støylen 1914–1930 (från 1919)
2. James Maroni 1930–1946
3. Johannes Smemo 1946–1951
4. Johannes Smidt 1951–1957
5. Kaare Støylen 1957–1973
6. Erling Utnem 1973–1983
7. Halvor Bergan 1983–1998
8. Olav Skjevesland 1998–2012 (till 2005)

### Agder og Telemark bispedømme
1. *Olav Skjevesland 1998–2012 (från 2005)
2. Stein Reinertsen 2013–

## Kontraktsindelning

Kontrakt (prosterier) i Agder och Telemarks stift (2020).

Agder och Telemarks stift är indelat i nio kontrakt (prosterier, norska: prostier) och 110 församlingar (socknar, norska: sokn eller sogn), som samverkar i 43 kyrkliga samfälligheter (norska: kirkelige fellesråd), en organisation som ungefärligt motsvarar ett pastorat, men i övrigt följer kommunindelningen och är nära knuten till den kommunala organisationen.
De nio kontrakten är:
- Kristiansands domprosteri
- Arendals prosteri
- Aust-Nedenes prosteri
- Bamble prosteri
- Lister og Mandals prosteri
- Otredals prosteri
- Skiens prosteri
- Vest-Nedenes prosteri
- Øvre Telemarks prosteri